# Aleuroplatus translucidus
Aleuroplatus translucidus là một loài côn trùng cánh nửa trong họ Aleyrodidae, phân họ Aleyrodinae.
Aleuroplatus translucidus được Quaintance & Baker miêu tả khoa học đầu tiên năm 1917.